# Alexandru Tomescu

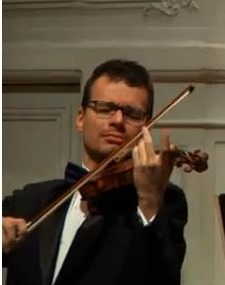
Alexandru Tomascu tocando el violín

Alexandru Tomescu (Bucarest, Rumania 15 de septiembre) es un violinista rumano, ganador de numerosos premios nacionales e internacionales en festivales de música clásica. Desde su debut en 1985, ha realizado más de 200 conciertos y recitales en 26 países (Francia, Holanda, Japón). Por su maestría, el estado rumano le otorgó el privilegio de tocar el violín "Stradivarius" que anteriormente había estado en posesión del músico Ion Voicu . 

## Biografía artística
Hace su debut a la edad de 9 años, como solista de la Orquesta Sinfónica de Constanza y realiza la primera gira en el extranjero, en Alemania y Austria. 
Alexandru Tomescu demostró ser capaz de domesticar cualquier forma de música, especialmente después del proyecto "Paganini: ¿ángel o demonio?" , un punto de inflexión en su carrera. Fue el momento en que el violinista reinventó su identidad y que trajo un cambio radical en el camino en el que Alexandru Tomescu se comprometió hace unos años, tenía la intención de modificar la percepción de la música clásica en Rumania. Desde que regresó a su país natal, después de haber estudiado en Suiza con Tibor Varga y en los EE. UU. Con Eduard Schmieder, Alexander emprendió la misión de demostrar que la música clásica es una ventana a la armonía entre las personas, un mundo abierto a todos, y que todos tienen la oportunidad de explorarla.
Su preocupación por la música de cámara (música instrumental) determina que en 2003, junto con el pianista Horia Mihail y el violonchelista Răzvan Suma, formó "Romanian Piano Trio", una banda ya conocida por los músicos rumanos, a través de sus apariciones en varios festivales en Rumania y en el extranjero, así como a través de los torneos de MusicON organizados para el estreno nacional. 
En noviembre de 2007, Alexandru Tomescu se ganó el derecho de tocar el famoso violín Stradivarius Elder-Voicu 1702 por un período de cinco años. El violín Stradivarius Elder, utilizado durante cuatro décadas por el Maestro Ion Voicu, se considera uno de los instrumentos Stradivarius mejor conservados. 
Al recibir el violín Stradivarius Elder-Voicu, prometió que familiarizaría a un gran número del público rumano con el sonido del espléndido instrumento. Después de una serie casi ininterrumpida de conciertos en Rumania y en el extranjero, su nombre y el de su instrumento se convirtieron en sinónimos perfectos.
Después de una carrera más que fructífera en Europa y el mundo, llena de éxitos en salas como Théâtre des Champs Elysees - París, Carnegie Hall - Nueva York o Metropolitan Arts Center - Tokio, apareciendo con directores como Valery Gergiev, Kurt Masur o Christoph Eschenbach, Alexander regresó a Rumania, donde se comprometió a organizar giras musicales nacionales clásicas, realizadas exclusivamente con fondos privados. Entendió que lo poco convencional visto como una combinación de profesionalismo e innovación es la clave de acceso a una gran categoría del público, por lo que se convirtió en el personaje principal de varios eventos pioneros en el mundo de la música clásica rumana: interpretó su Stradivarius en una estación de metro, para demostrar que las personas son receptivas a la música de calidad; tocó en un bosque para expresar su posición con respecto a la explotación irracional de los bosques rumanos. Tocó frente a una casa en ruinas, para detener la destrucción de los edificios del Patrimonio Nacional de Rumania. Tocó para recaudar fondos destinados a la Asociación Rumana de Ciegos y para ayudar a los niños sordos a obtener audífonos. Es uno de los primeros artistas rumanos que hicieron una misión al llevar el mensaje de la música clásica a las ciudades donde no hay orquestas filarmónicas. Su nombre en un póster es suficiente para vender todas las entradas, días antes del evento.
El 10 de abril de 2009 dio un concierto, durante media hora, en la estación de metro "Victoriei Square", vestido con ropa modesta. El efecto de la música de calidad en los residentes de Bucarest , que se encontraban con los agobios en la estación de metro, resultó inesperado. Decenas de personas se detuvieron, con el riesgo de llegar tarde al trabajo, solo para escuchar algunos acordes del "recital" de Tomescu y poner un billete en la caja frente al intérprete. El músico ha recogido de viajeros de tres millones de "lei" antiguos (moneda previa al RON, moneda actual de Rumania).  
Para finalizar, una cita relevante, que aunque se refiere a un solo concierto de Alexandru, puede extenderse a toda su carrera: “Alexandru Tomescu hace música poco común de los Caprichos de Paganini, tocando contrastes, dejando que cada oración viva y respire. Esperaba una noche de burbujas de champán. Tomescu sirve whisky. (David Larsen - Revista Metro, Nueva Zelanda).

## Curriculum vitae

### Estudios
- 2001 - Escuela Superior de Música, Sion, Suiza - Profesor Tibor Varga
- 2000 - Universidad Metodista del Sur, Dallas, Texas - Profesor Edward Schmieder
- 1995 - 1999 - Conservatorio de Bucarest - Profesor Stefan Gheorghiu
- 1983 - 1995 - Escuela secundaria de música "George Enescu", Bucarest - Profesora Mihaela Tomescu

### Competiciones internacionales
- 1999

1.er Premio Concurso Internacional "George Enescu", Bucarest - Rumania
2.º premio Concurso "Yehudi Menuhin" - "M. Long-J. Thibaud” París - Francia
Premio especial SACEM al mejor recital - "M. Long-J. Thibaud” París - Francia 
- 1997

2.º premio "Tibor Varga", Sion - Suiza 
4.º Premio "Pablo Sarasate", Pamplona - España
3.º Premio del Concurso Internacional de Música - Viena, Austria
- 1995

1.er premio - Fenicia, Corea del Norte
1.er premio "Jeunesses Musicales", Bucarest - Rumania 
2.º premio (no se otorgó el 1.er premio) "Niccolo Paganini", Génova - Italia
- 1994

1.er premio - Brașov, Rumania
- 1993

1.er premio "Kloster Schöntal", Schöntal - Alemania
- 1991

Medalla de UNICEF - Parma, Italia 
- 1990

1.er premio y gran premio: el título del ganador de la República Checa "J.Kocian" 
- 1989

Premio "Rudolf Neudörfer" - Berlín, Alemania 
- 1988

1.er Premio absoluto "Rovere d’oro", San Bartolomeo - Italia
- 1984

1.er premio absoluto "Citta di Stresa", Stresa - Italia

### Conciertos y recitales
Albania, Inglaterra, Austria, Bulgaria, Chipre, Corea del Norte, Corea del Sur, Costa Rica, Suiza, Filipinas, Finlandia, Francia, Alemania, Israel, Italia, Japón, Macedonia, Países Bajos, República Checa, Moldavia, Polonia, Rumanía, Rusia, Turquía, Ucrania, Hungría, Estados Unidos

### Conciertos con directores importantes
- Horia Andreescu
- Alexandru Ganea
- Garry Bertini
- Philippe Entremont
- Eduard Schmieder
- Christoph Eschenbach
- Kurt Masur
- Jin Wang

### Conciertos en salones famosos
- Carnegie Zankel Hall, Nueva York
- Walt Disney Concert Hall, Los Ángeles
- Sejong Theater, Seúl, Corea del Sur
- Concertgebouw Ámsterdam, Países Bajos
- Théâtre des Champs Élysées, París, Francia
- Théâtre Châtelet, París, Francia
- Filarmónica de Berlín, Berlín, Alemania
- Gran Salón Conservatorio, Moscú, Rusia
- Metropolitan Art Center, Tokio, Japón
- Centro Cultural de Filipinas, Manila, Filipinas.
- Cerritos Arts Center, Los Ángeles, EE. UU.

### Grabaciones de radio y televisión.
Inglaterra, Francia, Suiza, Alemania, Italia, Japón, Holanda, Polonia, Rumania, Estados Unidos. 

### Grabaciones de CD
- Stradivari-Obsessions (Sonatas integrales de Eugène Ysaÿe)
- Ad Libitum Primus (Haydn, Beethoven, Sibelius)
- 24/24 DVD y CD (Niccolò Paganini Whimsical Integral)
- "Simply Mozart de Alexandru Tomescu" con la Orquesta de la Radio Nacional de Rumania - director Horia Andreescu (Concierto integral para violín y orquesta de Wolfgang Amadeus Mozart);
- Romantic Stradivarius , junto con el pianista Horia Mihail (obras de Johannes Brahms, Robert Schumann y Edvard Grieg)
- Stradivarius Virtuoso, junto con el pianista Horia Mihail (con obras de Henryk Wieniawski, Pablo de Sarasate, Piotr Ilich Chaikovski, etc.) )
- Stradivarius nuevamente, con el pianista Horia Mihail (obras de Ciprian Porumbescu, Fritz Kreisler, Jules Massenet, Dumitru Capoianu, etc. )
- Romanian Piano Trio, junto con Horia Mihail y Răzvan Suma (Robert Schumann, Wolfgang Amadeus Mozart)
- Concierto de la Orquesta de la Radio Nacional en La Haya (Max Bruch)
- Gira de conciertos de la Orquesta de la Radio Nacional en Bruselas (Felix Mendelssohn)
- Festival de Laureados en Los Ángeles (Georg Friederich Haendel, Eugène Ysaÿe, George Enescu)
- Alexandru Tomescu en Moscú - Gran Salón del Conservatorio Tchaikovsky (Niccolò Paganini, Felix Mendelssohn)
- Concurso Internacional Long-Thibaud - violín 1999, con la pianista Gwenaelle Cochevelou (Robert Schumann Fantasy op. 131 en Do mayor)
- Premio Paganini 1995 y 1996 (después del Concurso Paganini en Génova)